# Olios orchiticus
Olios orchiticus là một loài nhện trong họ Sparassidae.
Loài này thuộc chi Olios. Olios orchiticus được Cândido Firmino de Mello-Leitão miêu tả năm 1930.